# رئيس ألمانيا الشرقية
رئيس جمهورية ألمانيا الديمقراطية (الألمانية: Präsident der Deutschen Demokratischen Republik) كان رأس الدولة في جمهورية ألمانيا الديمقراطية، المعروفة باسم ألمانيا الشرقية، من عام 1949 حتى عام 1960.  أُنشئ هذا المنصب بموجب دستور عام 1949 (القسم الخامس). يُنتخب رئيس الجمهورية من قبل مجلس الشعب (فولكسكامر) ومجلس الولايات (لاندركامر)، وهما غرفتي البرلمان. كان المنصب في الغالب احتفاليًا بطبيعته. إذا لزم الأمر، كان رئيس مجلس الشعب يتولى مهام رئيس الجمهورية.
كان فيلهلم بيك من حزب الوحدة الاشتراكية الألماني (SED) هو الرئيس الوحيد الذي انتخب في 11 أكتوبر 1949  وأعيد انتخابه في عامي 1953 و1957. عُدِّل الدستور بعد وفاته بفترة وجيزة في 7 سبتمبر 1960. نصّ قانون تشكيل مجلس الدولة الصادر في 12 سبتمبر 1960 على رئيس دولة جماعي بدلاً من الرئاسة، وهو مجلس دولة ألمانيا الشرقية. في المرحلة الأخيرة الموالية للغرب في ألمانيا الشرقية في 1989/1990، أُلغي مجلس الدولة؛ وتولّت رئيسة مجلس الشعب، سابين بيرجمان بول، منصب رئيس الدولة مؤقتًا.

## انتخاب
ينتخب رئيس الجمهورية لمدة أربع سنوات من خلال جلسة مشتركة بين مجلس الشعب ومجلس المقاطعات، والتي عقدها وترأسها رئيس مجلس الشعب. أي مواطن بلغ من العمر خمسة وثلاثين عامًا على الأقل كان مؤهلاً لهذا المنصب. 
أدى الإصلاح الإداري لعام 1952 إلى تفكك ولايات ألمانيا الشرقية. وبذلك، فقد مجلس المقاطعات أهميته؛ إذ انعقد آخر مرة عام 1954، ثم أُلغي رسميًا عام 1958. ونتيجةً لذلك، أصبح مجلس الشعب وحده مسؤولاً عن انتخاب الرئيس.

## أداء اليمين الدستورية
عند توليه منصبه، أدى رئيس الجمهورية القسم التالي أمام جلسة مشتركة لمجلس الشعب ومجلس المقاطعات:
أقسم أنني سأكرس قوتي لرفاهية الشعب الألماني، وأنني سأدافع عن الدستور وقوانين الجمهورية، وأنني سأؤدي واجباتي بضمير حي، وأن أعمل العدالة للجميع.

## العزل
يجوز عزل رئيس الجمهورية قبل انتهاء ولايته بقرار مشترك من مجلس الشعب ومجلس المقاطعات. ويتطلب هذا القرار أغلبية ثلثي العدد القانوني للنواب.

## الواجبات والكفاءات
منصب شرفي إلى حد كبير (على غرار رئيس ألمانيا الغربية)، وواجبات واختصاصات رئيس الجمهورية كما هو منصوص عليه في المواد من 104 إلى 108 من دستور عام 1949:
- إصدار قوانين الجمهورية.
- أداء اليمين الدستورية من أعضاء مجلس الوزراء عند توليهم مهامهم. [4]
- تمثيل الجمهورية في العلاقات الدولية.
- إبرام المعاهدات مع الدول الأجنبية وتوقيعها باسم الجمهورية. [5]
- اعتماد واستقبال السفراء والوزراء. [5]

لكي تصبح جميع الأوامر والمراسيم الصادرة عن رئيس الجمهورية نافذة المفعول، يجب أن يوقع عليها رئيس مجلس الوزراء أو الوزير المختص.
مارس الرئيس حق العفو نيابةً عن الجمهورية. وفي هذه الوظيفة، كان يتلقى المشورة من لجنة من مجلس الشعب.

## العجز والشغور
كلما تعذر على رئيس الجمهورية أداء مهام منصبه، كان يُمثِّله رئيس مجلس الشعب. وإذا كان من المتوقع استمرار هذا التعذر لفترة طويلة، يُعيَّن بديل له بموجب قانون (محدد).
كلما انتهت الرئاسة قبل أوانها، كانت القاعدة نفسها تنطبق حتى انتخاب رئيس جديد.
كان الرئيس بيك قد بلغ الثالثة والسبعين من عمره عندما فاز بفترة ولايته الأولى عام 1949. ورغم أنه شغل منصب الرئيس المشارك لحزب الوحدة الاشتراكية الألماني إلى جانب رئيس الوزراء أوتو غروتفول من عام 1949 إلى عام 1950، إلا أنه لم يلعب دورًا رئيسيًا في الحزب. وتولى والتر أولبريخت، السكرتير الأول للحزب منذ عام 1950، معظم السلطة. لكن هذا الوضع تغير بعد إلغاء منصب الرئاسة، إذ كان زعيم حزب الوحدة الاشتراكية الألماني عادةً رئيسًا للدولة أيضًا.

## إلغاء
بعد وفاة فيلهلم بيك عام 1960، أُلغيت الرئاسة لصالح هيئة جماعية، هي مجلس الدولة. انتُخب مجلس الدولة، بنفس طريقة انتخاب الرئيس، من قِبل مجلس الشعب، ومارس في البداية صلاحيات الرئاسة. في الواقع، كان رئيس مجلس الدولة ممثلاً تمثيلاً فعلياً، وتقلصت صلاحياته إلى هيئة شرفية بحلول عام 1974، حيث استمد رئيسه سلطته الحقيقية من قيادة حزب الوحدة الاشتراكية الألماني.
مع دستور عام 1968، أُلغيت آخر الإشارات إلى الرئاسة.
بعد الثورة السلمية، كانت هناك خطط لإعادة فرض منصب رئيس الجمهورية بموجب القانون الدستوري اعتبارًا من عام 1990 فصاعدًا، وهو ما لم يحدث خلال إعادة توحيد ألمانيا.

## الأعلام الرئاسية

1949–1950
1950–1951
1951–1953
1953–1955
1955–1960

## معرض الصور

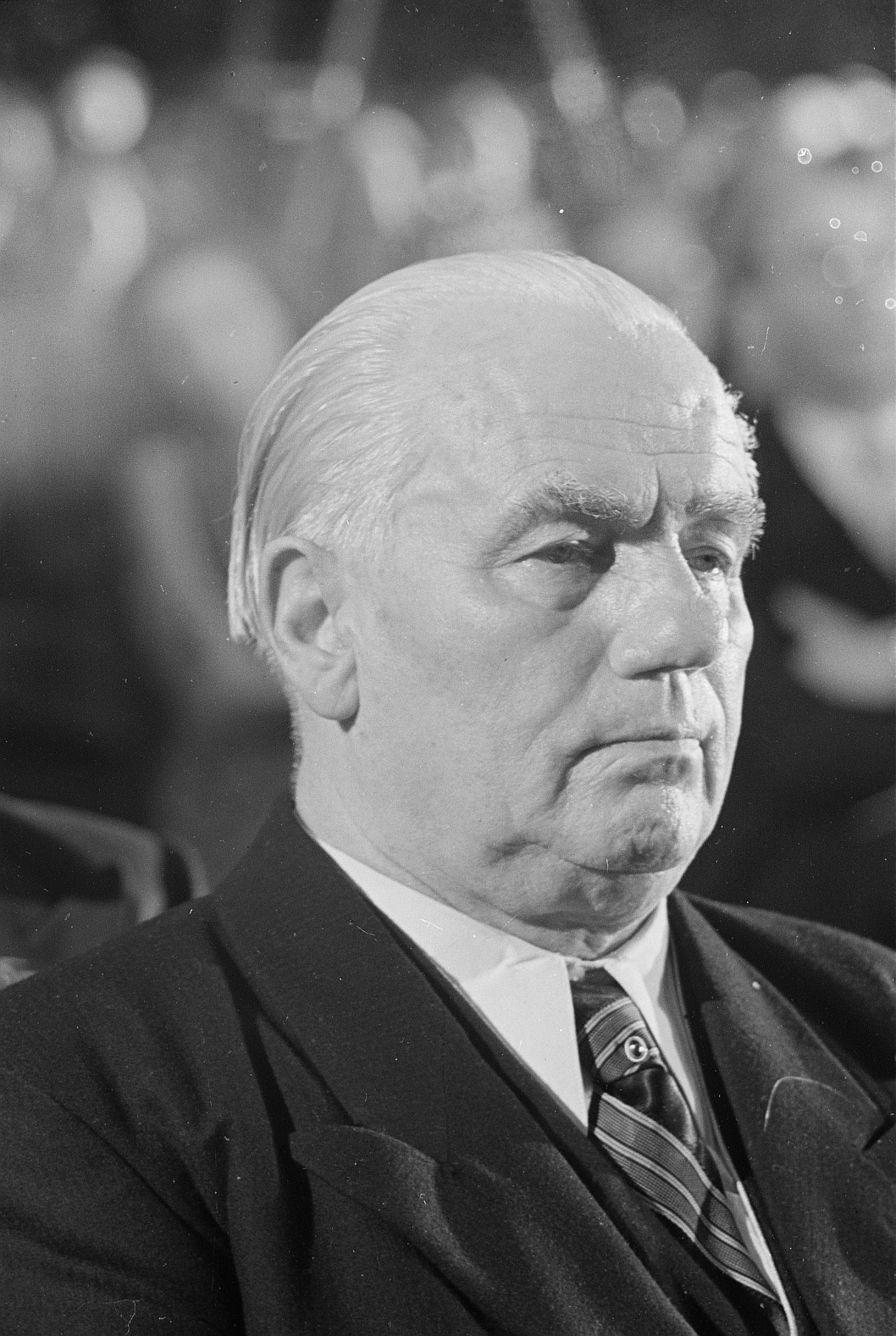
فيلهلم بيك، 1950.
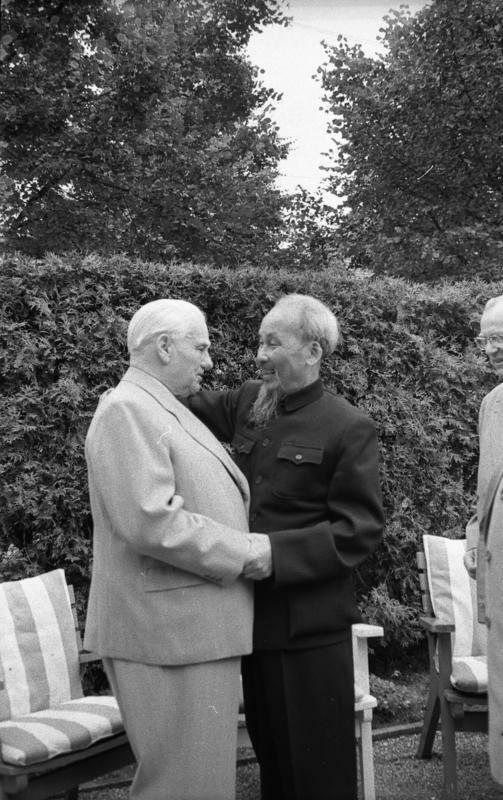
بيك يستقبل هو تشي مينه، رئيس فيتنام الشمالية (جمهورية فيتنام الديمقراطية)، 1957.
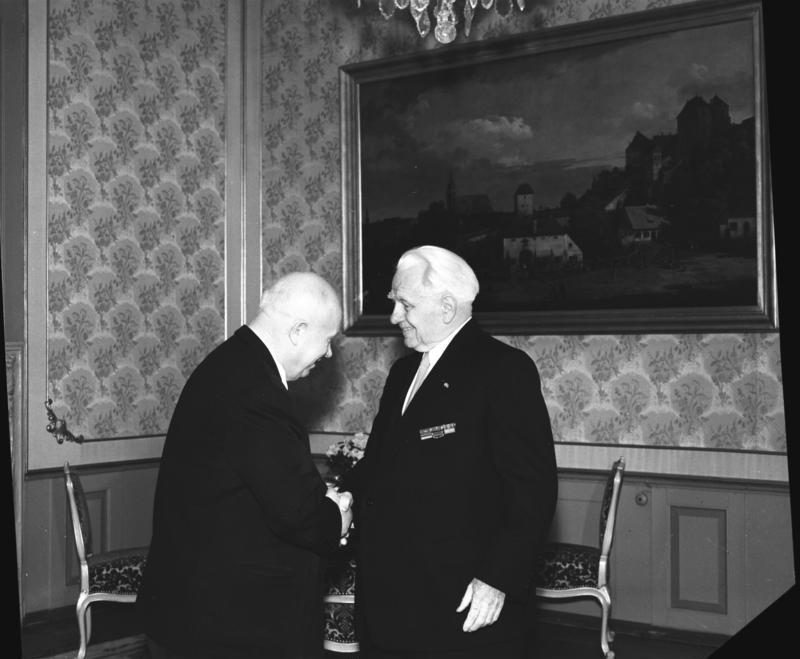
بيك يستقبل نيكيتا خروشوف، رئيس وزراء الاتحاد السوفييتي، عام 1959.
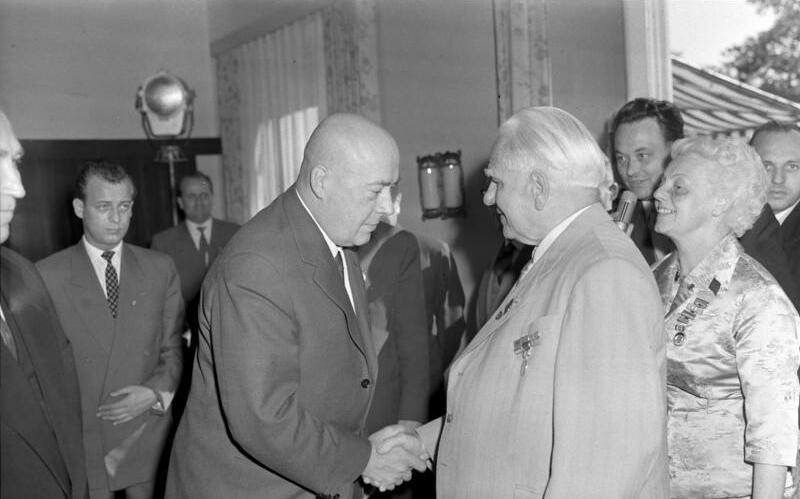
بيك يستقبل جوزيف سيرانكيفيتش، رئيس وزراء جمهورية بولندا الشعبية، 1959.

## روابط خارجية
- دستور جمهورية ألمانيا الديمقراطية لعام 1949 (النص الكامل باللغة الألمانية)
- دستور جمهورية ألمانيا الديمقراطية لعام 1968 (النص الكامل باللغة الألمانية)